# Coniceromyia truncata
Coniceromyia truncata är en tvåvingeart som beskrevs av Giar-Ann Kung och Brown 2000. Coniceromyia truncata ingår i släktet Coniceromyia och familjen puckelflugor. Inga underarter finns listade i Catalogue of Life.